# Immunblot
Ein Immunblot (IB, engl. Immunoblot genannt) ist eine immunchemische Methode. Er wird unter anderem in der biochemischen Forschung und in der mikrobiologischen und virologischen Diagnostik eingesetzt.

## Eigenschaften
Ein Immunblot dient zum Nachweis eines Antigens im Zuge einer Immunfärbung oder zum Nachweis der Spezifität von Antikörpern gegen definierte Antigene. Diese Antigene sind bei der Diagnostik überwiegend Proteine verschiedener Viren oder Bakterien. Der Immunblot wird in der Diagnostik oft als Bestätigungstest eingesetzt, wenn ein Antikörpersuchtest (z. B. ELISA) mit dem Untersuchungsmaterial reaktiv war und das Testergebnis falsch positiv sein könnte. Der Immunblot gehört zu den Immunassay-Verfahren. Ein Immunblot kann unter anderem separat zum Nachweis von spezifischem IgG, IgM und IgA eingerichtet werden. Neben der Spezifitätstestung kann im Immunblot auch ein Nachweis der neutralisierenden Antikörper gegen spezielle Erregerepitope erfolgen (beispielsweise nach Impfung).
Das Grundprinzip des Immunblots ist die räumlich getrennte Fixierung definierter Antigene (Blotting) auf einer leicht zu handhabenden Trägermatrix aus Kunststoff oder Glasfaser, die Aufbringung einer Probe und der Nachweis der gebundenen, spezifischen Antikörper für das entsprechende Antigen. Die Antigene werden meist nach Größe getrennt aufgetragen. Die älteste Form des Immunblots ist der Western Blot, bei dem die Antigene vorher elektrophoretisch getrennt und dann auf eine Membran übertragen werden. Diese Form des Immunblots war bis vor etwa 20 Jahren die vorherrschende Form, erwies sich jedoch in der Labordiagnostik als sehr aufwändig und zeitintensiv (meist mehrere Tage zur Probenaufbereitung, Elektrophorese, Blotting und Nachweis der Antikörper). Weiterhin werden Dot Blots und Slot Blots durchgeführt.
In der Praxis haben sich Immunblots durchgesetzt, bei denen definierte Antigenmengen durch industrielle Druckverfahren auf einen Kunststoffstreifen aufgebracht werden, der im Labor unmittelbar zum Antikörpernachweis verwendet werden kann. Diese Art des Immunblots wird auch als Line-Blot bezeichnet. Der Vorteil des Line-Blots ist neben dem Nachweis einer spezifischen Antikörperbindung auch die Kontrolle der Arbeitsschritte durch aufgebrachte Kontrollantigene und der mögliche Nachweis einer Reaktion gegenüber typisch unspezifisch bindenden Proteinen. Auf dem Line-Blot können sich auch Antigene ganz verschiedener Erreger befinden (Multiplex-Verfahren), die damit einen gleichzeitigen Nachweis ermöglichen.
Eine weitere Form des Immunblots wird in Schnelltestverfahren (point-of-care-Testung, POCT) angewandt, wobei die Antigene auf einer saugfähigen Matrix fixiert werden und die Probe (gleichzeitig auch die Nachweisreagenzien für die Antikörperbindung) durch Kapillarkräfte am fixierten Antigen vorbeigeführt wird (Immunchromatographie ICT, Lateral-Flow-Test LFT oder Lateral-Flow-Assay LFA).